# 5934 Матс
5934 Матс (5934 Mats) — астероїд головного поясу, відкритий 20 вересня 1976 року.
Тіссеранів параметр щодо Юпітера — 3,502.